# Teoria del Reemplaçament
En teologia la teoria del Reemplaçament o supersessionisme implica una interpretació parcial del Nou Testament l'argument de la qual és que l'actual relació de Déu amb els cristians reemplaça la relació que anteriorment tenia amb els jueus.
Les expressions bíbliques de les relacions de Déu amb la humanitat es coneixen com a Testaments, l'argument de la Teoria del Reemplaçament és que l'Evangeli o Nou Testament de Déu amb l'Església reemplaça aquell que el precedeix, és a dir, el Testament que conté el Pacte i l'Aliança amb el poble d'Israel, substituint particularment la Llei de Moisès o Torà.

## Posició oficial de l'Església catòlica
- Supersessionisme no és el nom de cap doctrina oficial catòlicoromana i el terme no figura pas a documents oficials de l'Església.
- Oficialment, l'Església catòlica sosté que el Pacte de Moisès sí ha tingut lloc i que completat i perfeccionat pel Nou Pacte, a través de la figura de Crist. Tanmateix, l'Església catòlica no ensenya que l'actual poble jueu sigui irrellevant pel que fa a la profecia bíblica i l'escatologia.[2]
- Per a l'Església Catòlica, el poble jueu és testimoni i recordatori que els «dons i la crida del Senyor són irrevocables». (Romans 11:19)[3]
- Reconeix una relació constant i singular entre el poble d'Israel, Déu i l'Església.
- Deixant de banda la posició pròpia de l'Església en temps pre-moderns, l'Església Catòlica actual ensenya que a l'Escriptura hi ha no un trencament sinó una continuïtat integral entre els Testaments.[4]

## La visió jueva
Des d'una perspectiva jueva, la Torà fou atorgada al poble jueu com un pacte etern i mai no serà reemplaçat ni s'hi faran addicions (Deuteronomi 12:32) i, per tant, el judaisme rebutja la teoria del reemplaçament com contrari a la Bíblia hebrea en el millor dels casos i antisemita en el pitjor. Per al judaisme i altres crítics, el supersessionisme és una teologia del reemplaçament, que substitueix els jueus i els fills de Noè per l'església cristiana, formada per cristians.
Els supersessionistes, tanmateix, entenen la seva visió com una teologia de la concreció, en la qual cap jueu que vertaderament cregui en l'Evangeli és mai reemplaçat (però per als jueus, una persona que creu en l'Evangeli no és jueva), i en la qual qualsevol jueu no creient (com Ahab o Judes Iscariot) no va mai ser part del poble escollit de Déu perquè ell mai no havia seguit Déu. Tot i quan el judaisme anticipa la seva pròpia completesa a l'arribada d'un messies jueu, el cristianisme afirma que Jesús, a la seva Segona Vinguda, serà la concreció d'aquesta esperança, més que no pas un reemplaçament d'ella.
Cal assenyalar que la creença cristiana tradicional a la teoria del Reemplaçament és considerada ofensiva per als jueus moderns i és moltes vegades citada pels historiadors com una de les arrels de l'antisemitisme a la cultura occidental.